# Groupe Adéquat
Groupe Adéquat est une société française spécialisée en  ressources humaines, dans l'interim et le recrutement,.

## Histoire
En 1987 est ouvert la première agence d'intérim spécialisée dans l’industrie à Lyon[réf. souhaitée].
En 2007, le fondateur réorganise une partie de ses actions via une opération d’OBO avec effet de levier. Cette restructuration du capital permet l'entrée du fonds Siparex Mid Market II, géré par Sigefi Private Equity, avec une participation minoritaire de 13,5 %. Le fondateur et les cadres conservent ainsi 86,5 % des parts,.
En juin 2010, Adéquat acquiert 80% des parts de Cotis Intérim. Basée à Lyon également, et née en 2004, cette entreprise comptait 21 agences, toutes franchisées, et enregistrait 35 millions d'euros de chiffre d'affaires (2009) avec 55 salariés.
En décembre 2017, le Groupe Adéquat acquiert Totem, une entreprise de recrutement canadienne basée à Montréal,. La filiale rachète, en août 2021, la société québécoise Bray, Larouche et Associés. En février 2018, le Groupe Adéquat annonce l'acquisition de Sigmar, un cabinet de conseil en recrutement basé en Irlande,.
En Janvier 2019, le Groupe Adéquat rachète Connect, une entreprise néerlandaise de travail temporaire technique,.
Fin 2020, le Groupe Adéquat reprend Skillflex, une agence de recrutement belge.
En octobre 2022, le Groupe Adéquat devient partenaire en France de l’entreprise américaine G-P.
En 2022, Arnaud Brun, fils de Jean-Marc Brun, devient le président du conseil de surveillance du Groupe Adéquat. Le 3 juillet 2023, Jean-Marc Brun, le fondateur du Groupe Adéquat, décède,.
En 2023, le Groupe Adéquat réalise un chiffre d’affaires de 1,3 milliard d’euros.
En juillet 2024, le Groupe Adéquat acquiert 78% des parts de AxL Group, entreprise italienne de services RH,. Massimo Rosolon conserve une part du capital et la présidence,.
En 2024, le Groupe Adéquat est implanté dans 7 pays et compte plus de 1 900 employés répartis dans 400 bureaux et agences.

## Partenariats et sponsoring
En février 2017, le Groupe Adéquat remporte le naming de la Tony Parker Adéquat Academy.  Le partenariat est destiné à durer douze ans. Le montant de l’opération n’a pas été dévoilé,.
En novembre 2023, le Groupe Adéquat devient partenaire des Trophées des Entreprises Familiales en Auvergne-Rhône-Alpes.
Depuis 2016, le groupe est partenaire du club de basketball LDLC ASVEL.